# John Waite
John Waite, né le 4 juillet 1952 à Lancaster, est un chanteur et bassiste britannique qui détient la particularité d'avoir atteint la première place du Billboard Hot 100 à deux reprises : une première fois le 22 septembre 1984 sous son propre nom d'artiste en interprétant la chanson Missing You, puis le 11 novembre 1989 cette fois-ci comme chanteur du groupe Bad English en interprétant la chanson When I See You Smile.

## Biographie
John Waite forme en 1976 le groupe de pop rock The Babys avec Wally Stocker (guitare solo), Mike Corby (guitare rythmique, claviers) et Tony Brock (batterie). Le groupe connaît un certain succès au Royaume-Uni et surtout aux États-Unis, notamment avec le single Isn't It Time. La formation se sépare en 1981 après avoir sorti cinq albums studio.
Waite entame alors une carrière en solo : si son premier album Ignition ne rencontre qu'un succès d'estime, son deuxième album No Brakes remporte un important succès commercial en devenant disque d'or aux États-Unis, notamment grâce au single Missing You qui occupe la première place du Billboard Hot 100. Ses deux albums suivants connaissant moins de succès, John Waite forme alors en 1988 le supergroupe de hard rock Bad English avec le guitariste Neal Schon et le batteur Deen Castronovo ainsi que deux anciens membres des Babys : le claviériste Jonathan Cain et le bassiste Ricky Phillips. Publié à l'été 1989, le premier album éponyme de Bad English marque l'apogée commerciale de la carrière de John Waite en étant certifié disque de platine par la RIAA en mars 1990, notamment grace au single When I See You Smile, n°1 du Billboard Hot 100 en novembre 1989. Bad English se sépare en 1991 peu après la publication d'un deuxième album intitulé Backlash.
Waite reprend sa carrière en solo et publie six albums studio entre 1995 et 2011. 

## Discographie

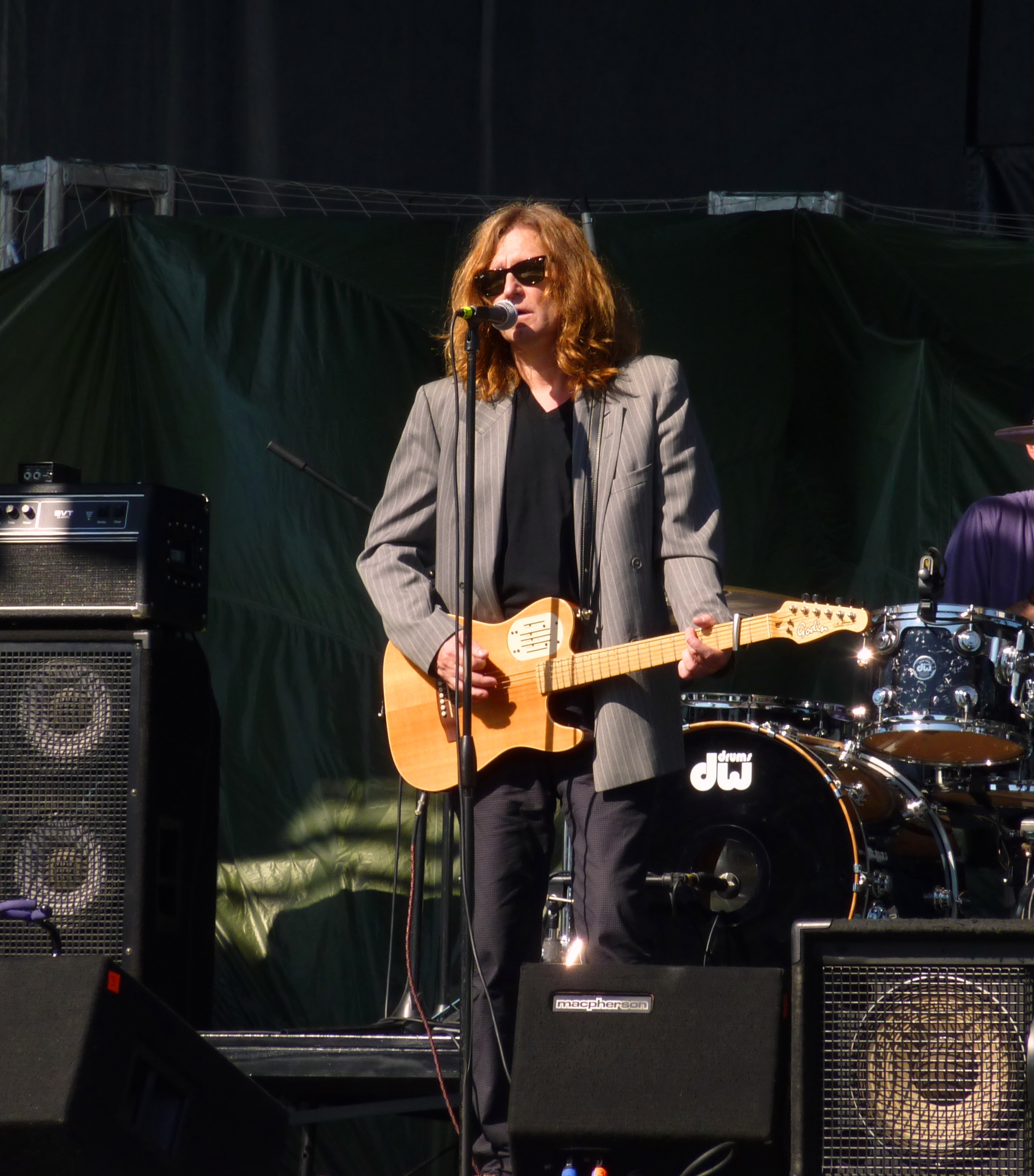
John Waite en concert en 2011.

### Albums studio (en solo)
- 1982 : Ignition
- 1984 : No Brakes
- 1985 : Mask of Smiles
- 1987 : Rover's Return
- 1995 : Temple Bar
- 1997 : When You Were Mine
- 2001 : Figure in a Landscape
- 2004 : The Hard Way
- 2006 : Downtown: Journey of a Heart
- 2011 : Rough & Tumble